# كاموس (نقدة)
كاموس هي قرية في مقاطعة نقدة، إيران. عدد سكان هذه القرية هو 78 في سنة 2006.